# Zygimantas Jonusas
Zygimantas Jonusas (ur. 22 lutego 1982 w Kłajpedzie) – litewski koszykarz.
W sezonie 2005/2006 grał w Polpaku Świecie, potem w niemieckim klubie Eisbären Bremerhaven. Mierzy 200 cm wzrostu.

## Kariera klubowa
- 1999-2002 Alita Olita
- 2002-2003 Old Spice Pruszków
- 2003-2005 Alita Alytus
- 2005-2006 Polpak Świecie
- 2006-2007 Eisbären Bremerhaven